# John Thomas Phillifent
John Thomas Phillifent (geboren am 10. November 1916 in Durham, England; gestorben am 15. Dezember 1976 in London) war ein britischer Science-Fiction-Autor. Seine Werke schrieb Phillifent neben seinem echten Namen hauptsächlich unter dem Pseudonym John Rackham, mit Ausnahme der Solo-für-O.N.C.E.L.-Reihe, seiner Kurzgeschichten im Analog-Magazin und später veröffentlichter Romane.

## Leben
Phillifent war der Sohn eines Bergarbeiters und besuchte das College. Zeit seines Lebens arbeitete er als Ingenieur für das Central Electricity Generating Board, einen britischen Stromversorger. Seine literarischen Bemühungen kommentierte er folgendermaßen: „Ich habe keine Botschaft. Ich schreibe zum Spaß. Wenn das Schreiben keinen Spaß macht, wird auch das Lesen niemandem Spaß machen.“
Frederik Pohl schreibt ihm eine Definition der Science-Fiction als Rackham’s Law zu, der zufolge die Science-Fiction durch Anwendung einer bestimmten Methode charakterisiert ist – so wie die Wissenschaft durch die Anwendung der wissenschaftlichen Methode bestimmt ist –, die Pohl zufolge darin besteht, die Wirklichkeit in ihre Teile zu zerlegen, einige dieser Teile durch Erfindungen zu ersetzen, das ganze wieder zusammenzufügen und zu beschreiben, was dann geschehen könnte.
Phillifent war zweimal verheiratet und hatte zwei Töchter. Er starb im Alter von 60 Jahren.

## Bibliografie
Solo für O.N.C.E.L. (The Man From U.N.C.L.E.)
- The Mad Scientist Affair (1966)
- The Corfu Affair (1967)
- The Power Cube Affair (1968)

Romane
- Watch on Peter (1964, als John Rackham)
- Danger From Vega (1965, als John Rackham)
- We, the Venusians (1965, als John Rackham)
- The Beasts of Kohl (1966, als John Rackham)
- Time To Live (1966, als John Rackham)
- The Double Invaders (1967, als John Rackham)
- Alien Sea (1968, als John Rackham)
- The Proxima Project (1968, als John Rackham)
- Ipomoea (1969, als John Rackham)
- Treasure of Tau Ceti (1969, als John Rackham)
- The Anything Tree (1970, als John Rackham)
- Flower of Doradil (1970, als John Rackham)
- Beyond Capella (1971, als John Rackham)
- Dark Planet (1971, als John Rackham)
- Earthstrings (1972, als John Rackham)
- Genius Unlimited (1972)
  - Deutsch: Insel der Genies Moewig (Terra Astra #137), 1974
- Beanstalk (1973, als John Rackham)
- Hierarchies (1973)
- King of Argent (1973)
  - Deutsch: Der Planetenkönig Moewig (Terra Astra #162), 1974
- Life with Lancelot (1973)

Sammlung
- The Touch of Evil (1963, als John Rackham)

Kurzgeschichten
- Jupiter Equilateral (1954, als John Rackham)
  - Deutsch: Entfesselte Strahlen Pabel (Utopia Zukunftsroman #313), 1962
- Space Puppet (1954, als John Rackham)
  - Deutsch: Roboter im Einsatz Moewig (Terra Utopische Romane #15), 1958. Auch als: Die Kosmopiraten. Pabel (Utopia Zukunftsroman #398), 1964
- The Master Weed (1954, als John Rackham)
  - Deutsch: Der Zwillings-Roboter Pabel (Utopia Zukunftsroman #303), 1961
- Alien Virus (1955, als John Rackham)
- Drog (1958, als John Rackham)
- One-Eye (1958, als John Rackham)
- Cadet (1959, als John Rackham)
- Curse Strings (1959, als John Rackham)
- If You Wish (1959, als John Rackham)
- Nulook (1959, als John Rackham)
- The Black Cat's Paw (1960, als John Rackham)
- Idea Man (1960, als John Rackham)
- Ankh (1961, als John Rackham)
- Point (1961)
- The Stainless-Steel Knight (1961, als John Rackham)
- The Trouble with Honey (1961, als John Rackham)
- The Veil of Isis (1961, als John Rackham)
- Goodbye, Doctor Gabriel (1961, als John Rackham)
- Ethical Quotient (1962)
- Fire and Ice (1962, als John Rackham)
- The Dawson Diaries (1962, als John Rackham)
- Dr. Jeckers and Mr. Hyde (1963, als John Rackham)
- The Last Salamander (1963, als John Rackham)
  - Deutsch: Der letzte Salamander In: John Carnell (Hrsg.): Die Phase des Schreckens. Pabel (Utopia-Zukunft #277), 1966
- What You Don't Know (1963, als John Rackham)
- With Clean Hands (1963, als John Rackham)
- Flying Fish (1964)
- God Killer (1964, als John Rackham)
- Hell-Planet (1964, als John Rackham)
- Room with a Skew (1964, als John Rackham)
- Advantage (1965, als John Rackham)
- Bring Back a Life (1965, als John Rackham)
- Finnegan's Knack (1965)
- A Way with Animals (1965, als John Rackham)
- Computer's Mate (1966, als John Rackham)
- The God-Birds of Glentallach (1966, als John Rackham)
- Poseidon Project (1966, als John Rackham)
- Aim For the Heel (1967)
- Catharsis (1968, als John Rackham)
- The Divided House (1968, als John Rackham)
- Incorrigible (1968)
- The Rites of Man (1968)
- All Fall Down (1969)
- The Fine Print (1971)
- Stoop to Conquer (1971, als John Rackham)
- Wise Child (1973, als John Rackham)
- Owe Me (1974)
- The Halted Village (1975, als John Rackham)
- Heal Thyself (1975, als John Rackham)

Sachliteratur
- That Moon Plaque (Men on the Moon) (1969)